# Puente del Canal de Suez
El Puente del Canal de Suez, también conocido como Puente de la Amistad Egipcio-Japonesa, es un puente que cruza el canal de Suez, uniendo los continentes de África y Asia. 
Se encuentra ubicado en cercanías de la localidad de El Qantara.

## Historia
El puente fue construido con la ayuda del gobierno japonés. El contratista de construcción fue PentaOcean.
La participación japonesa, se acordó durante la visita que efectuó el presidente de Egipto Hosni Mubarak a Japón, en marzo de 1995. Japón aportó el 60% del costo de la construcción (o 13,5 mil millones de yenes), mientras que Egipto aportaba el restante 40% (9 mil millones de yenes).  El acuerdo formaba parte de un proyecto más amplio, para el desarrollo de la península del Sinaí. El puente se inauguró en octubre de 2001.

## Diseño

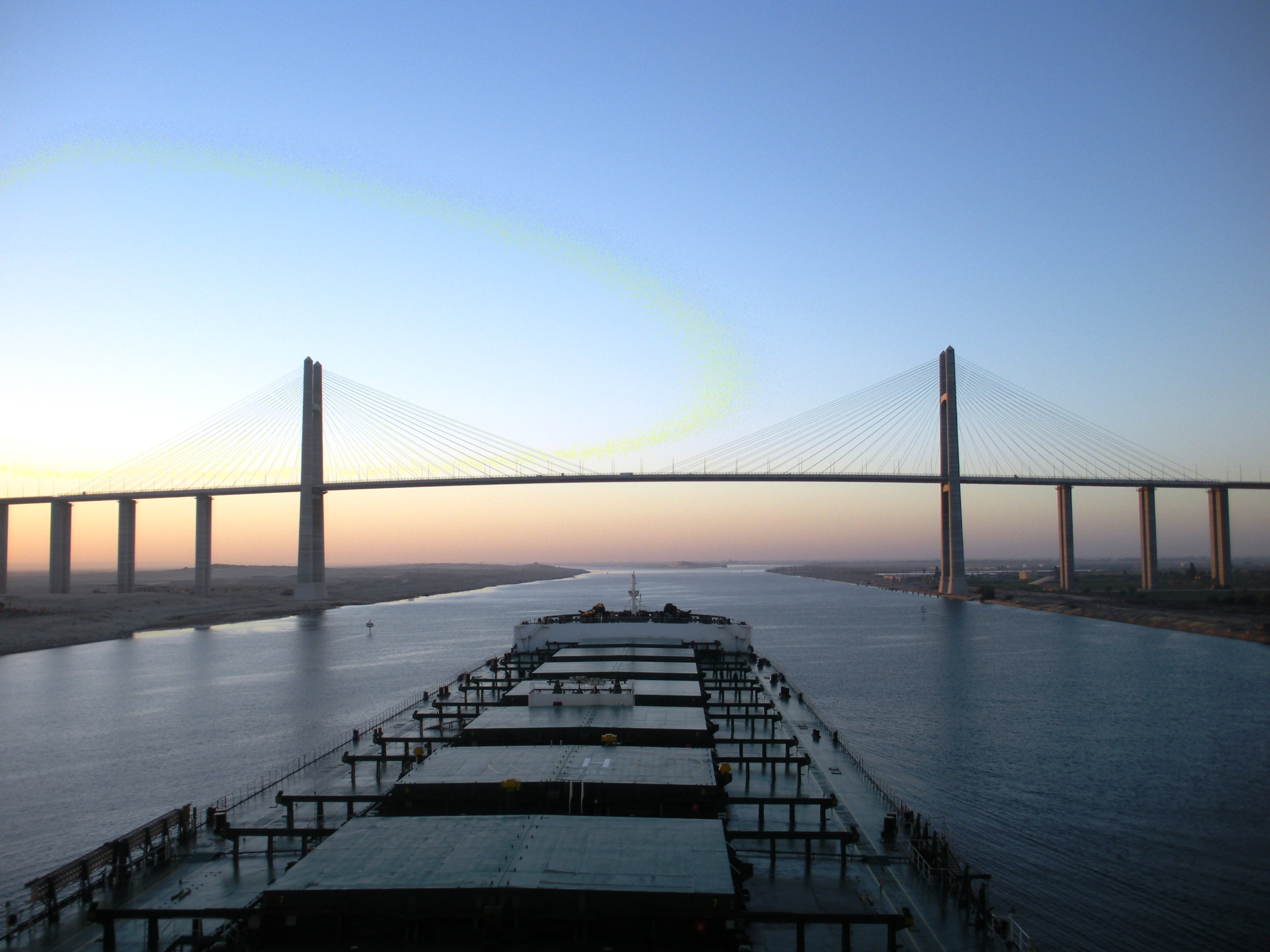
Un buque de carga de 9 bodegas, se aproxima al Puente del Canal de Suez.

El puente principal es del tipo atirantado con dos pilonos y una superestructura de acero. La altura de las dos torres de soporte es de 154 metros y la calzada alcanza los 70 metros de altura, lo que establece la limitación de altura de 68 metros sobre la línea de flotación en las especificaciones de los buques tipo Suezmax. El tramo central que cruza el canal tiene una luz de 404 metros, a los que están unidos los viaductos con una pendiente máxima del 3,3 % que suman una longitud total de 3.900 metros.
Las torres fueron diseñadas en forma de obeliscos faraónicos.

## Galería de imágenes

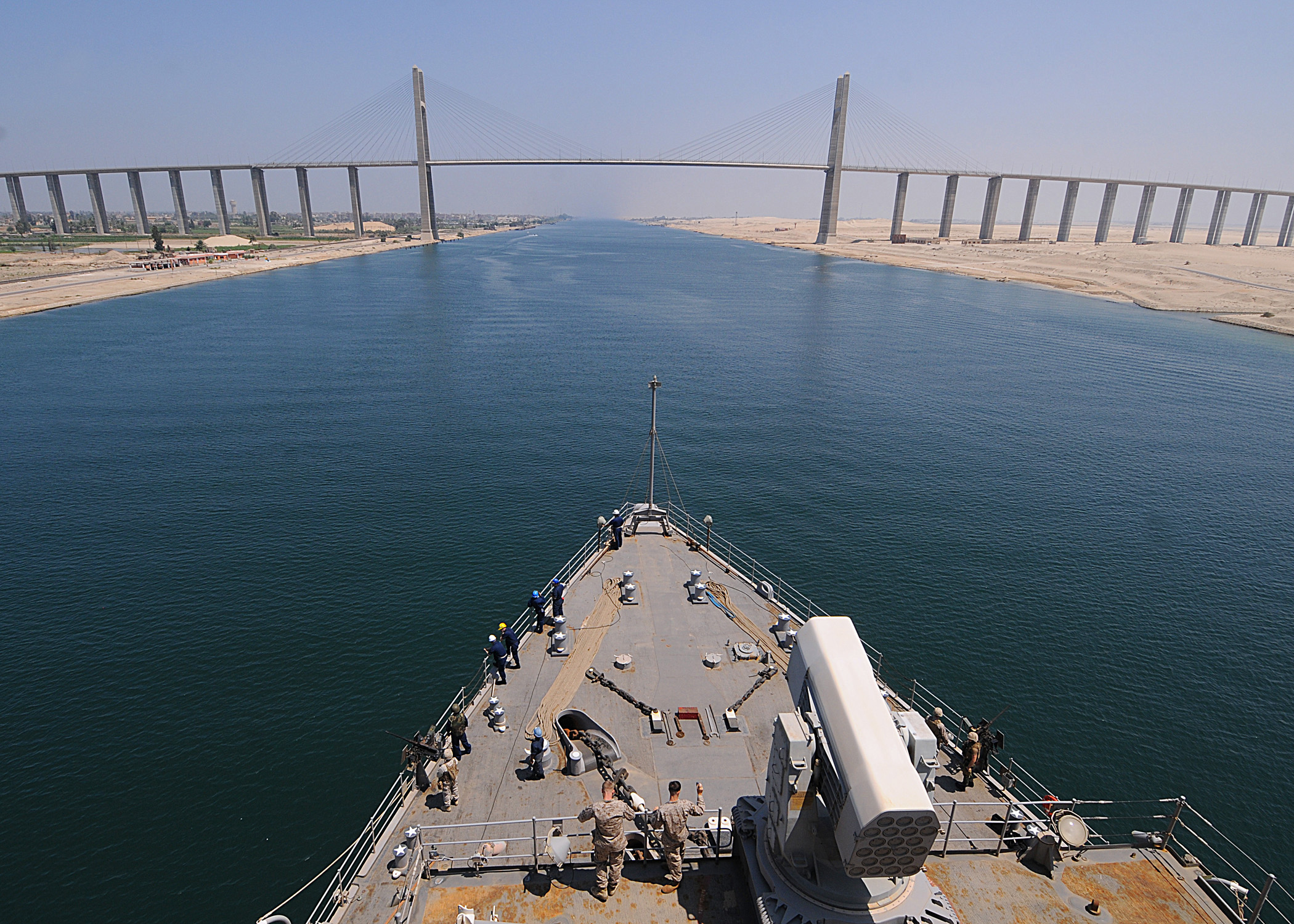
El buque de guerra norteamericano USS Ashland (LSD 48), a punto de pasar bajo el Puente del Canal de Suez
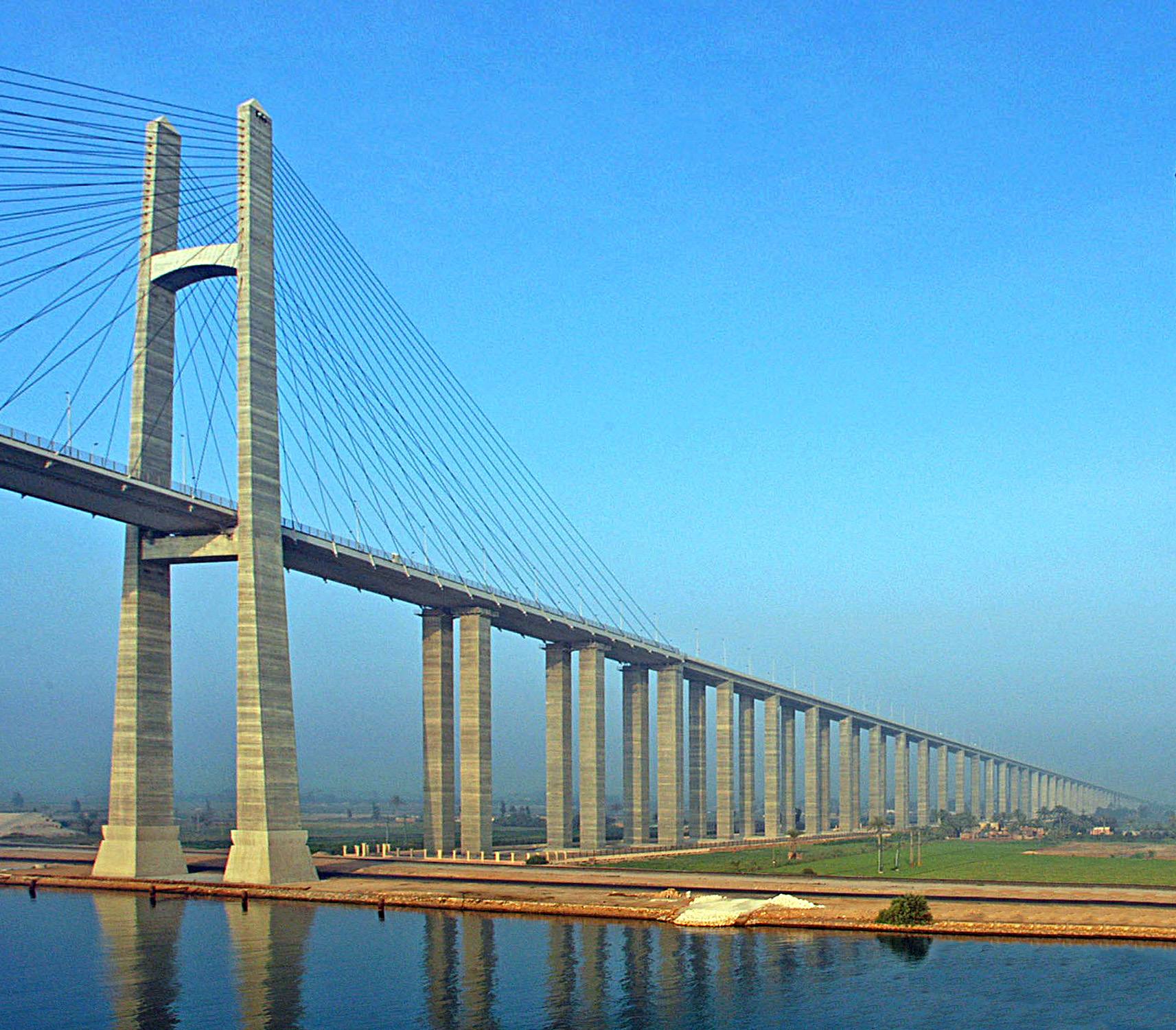
Rampa de acceso
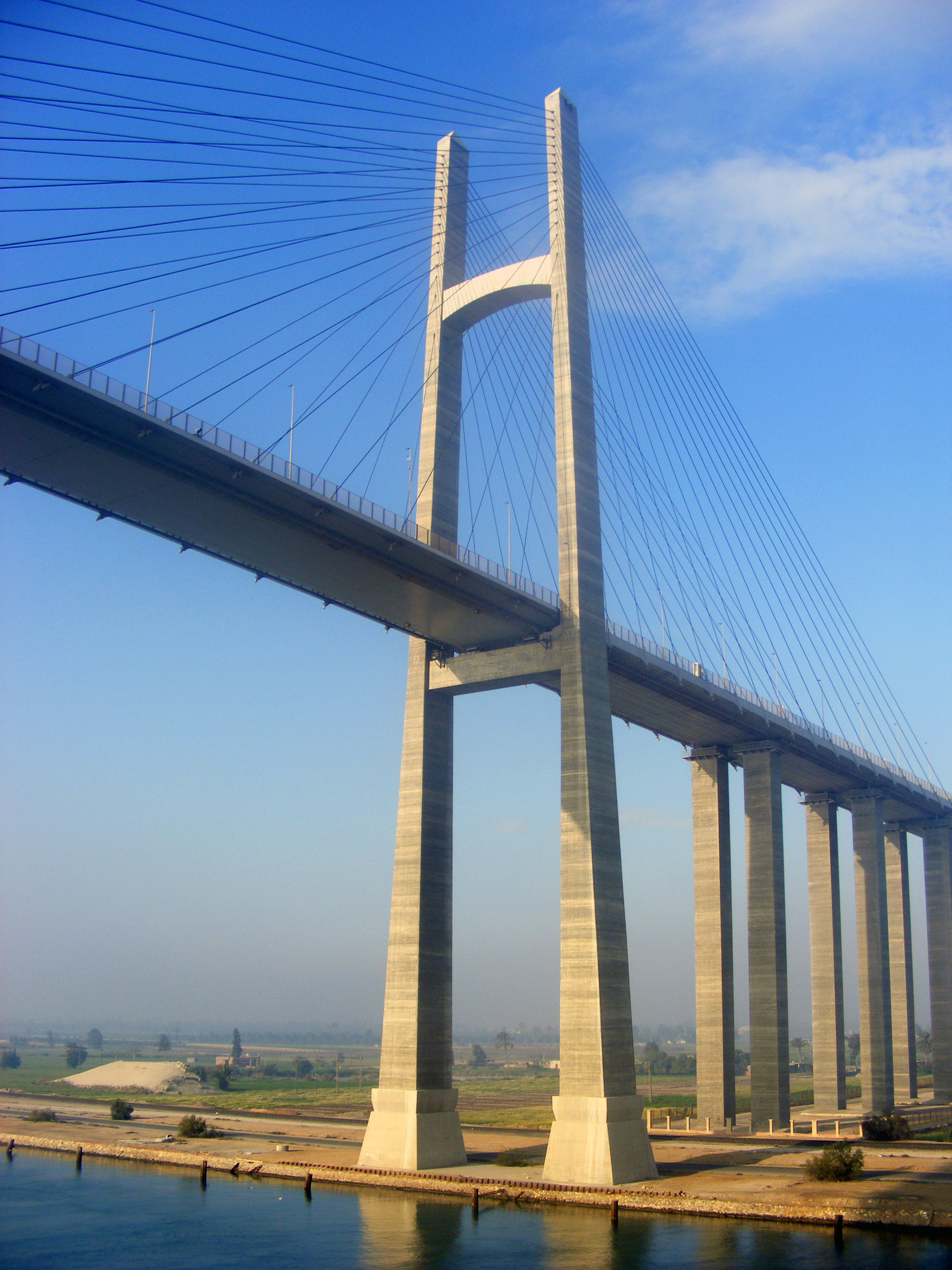
Uno de los pilares principales